# Stadler Dosto

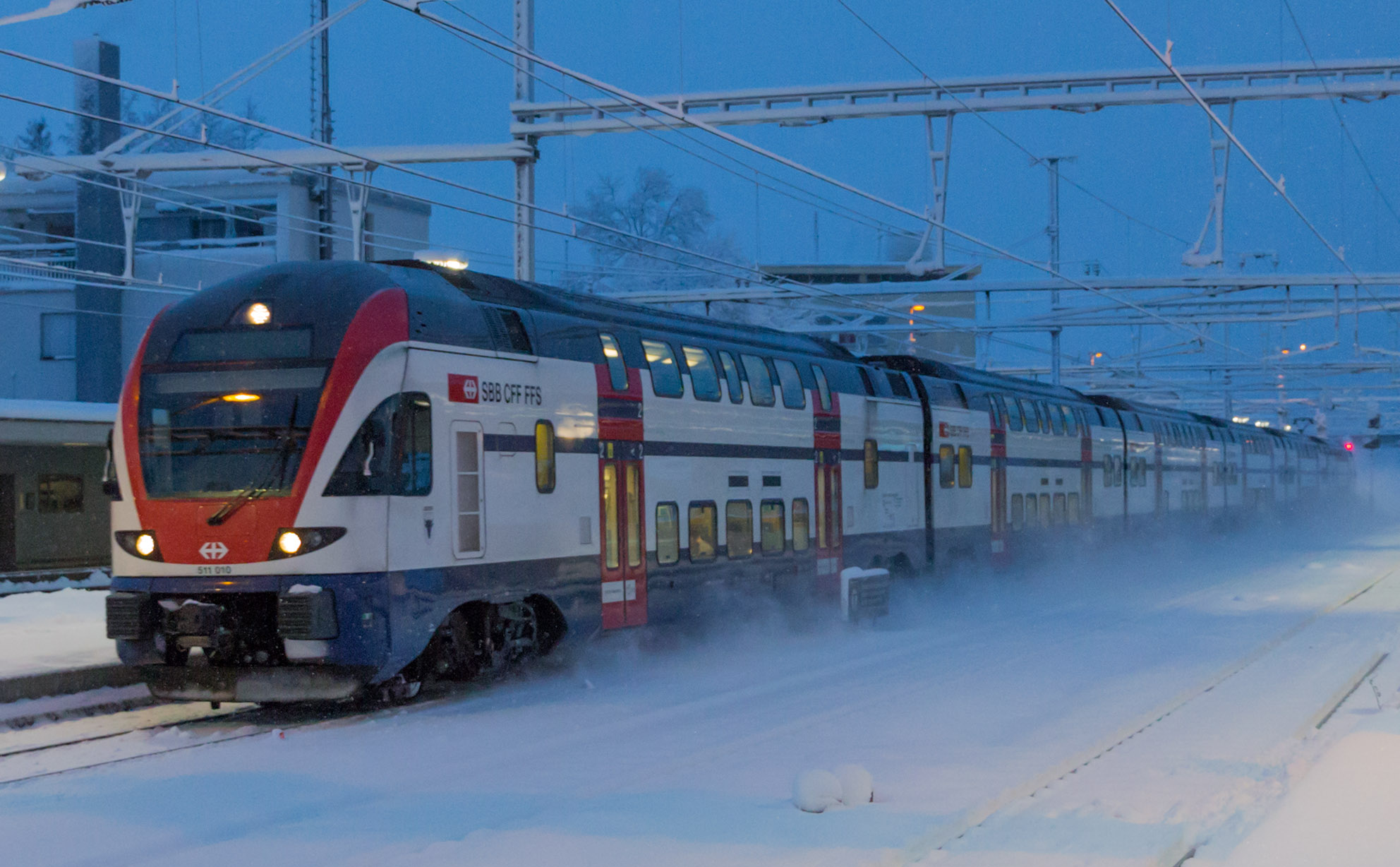
Schweiziskt Dosto/KISS på stationen i Effretikon

Stadler KISS, i Sverige marknadsförd som Dosto, är ett tvåvånings motorvagnståg från den schweiziska tågtillverkaren Stadler. De tågsätt som finns i Sverige har littera/typbeteckning ER1.
Motorvagnen hade arbetsnamnet Dosto, från tyskans Doppelstock, dubbeldäckare. Sedan 2010 benämner Stadler det KISS, en förkortning för komfortabler innovativer spurtstarker S-Bahn-Zug (bekvämt, innovativt, snabbt pendeltåg). Tåget finns i olika längder, upp till sex vagnar och har sålts till flera olika länder i främst Europa men även i Nordamerika. I Sverige finns 60 tågsätt som tillhör Mälardalstrafik och Tåg i Bergslagen.

## Versioner

### SBB (Schweiz)
Schweiziska SBB var den första operatören att ta tåget i bruk. SBB har 50 sexvagnarståg och 24 fyravagnarståg med littera RABe 511 varav 37 sexvagnarståg används i pendeltågen kring Zürich och övriga i regionaltåg runtom Schweiz. Tågen har en maxhastighet på 160 km/h och har 120 + 415 respektive 60 + 277 sittplatser
(första respektive andra klass).

### BLS (Schweiz)
Den schweiziska operatören BLS har 31 fyravagnarståg, benämnda RABe 515, som används för Berns pendeltåg. Tågen har 335 sittplatser i både första och andra klass och kan ta upp till 556 stående passagerare. Lokalt används namnet MUTZ på tågen, en förkortning för Moderner, Universeller TriebZug (modern universalmotorvagn).

### WESTbahn (Österrike)
Operatören WESTbahn anskaffade 17 tågsätt åren 2011-2017 för snabb trafik mellan Wien och Salzburg. De har från 2019 sålts till tyska Deutsche Bahn.

### CFL (Luxemburg)
I oktober 2010 beställde Chemins de Fer Luxembourgeois (CFL) åtta trevagnarståg för 60 miljoner euro. Tågen är 80 meter långa och har 284 sittplatser varav 29 i första klass, samt flexutrymmen med plats för upp till 24 cyklar och tre rullstolar. För att kunna trafikera grannländerna är tågen utrustade med ETCS och kan köra båda på 25 kV 50 Hz och 15 kV 16,7 Hz växelström. I december 2014 sattes de i trafik på sträckan Luxemburg-Koblenz och i mars 2015 beslutade regeringen i Luxemburg att köpa ytterligare elva tåg av typen.

### ODEG (Tyskland)
Ostdeutsche Eisenbahn (ODEG) beställde 16 stycken år 2010. De sattes i trafik 2013 på linjer i östra Tyskland.

### DB (Tyskland)
Med början 2019 övertar
Deutsche Bahn (DB) 17 tågsätt från tågoperatören Westbahn i Österrike. De förnyas invändigt och sätts in som intercity på linjen Rostock-Berlin-Dresden.

### Caltrain (USA)
2016 beställde det kaliforniska pendeltågsbolaget Caltrain 16 stycken sexvagnarståg med en option på 16 till. Tågen kommer att användas i trafiken mellan San Francisco och San Jose i USA, och kommer att ha en maxhastighet på 177 km/h. De första tågen skulle levereras 2019 och planen var att de skulle sättas i trafik 2020. Det fördröjdes till 2023 på grund av försenad elektrifiering av sträckan. Hösten 2024 sattes de första enheterna i trafik.

### Mälardalstrafik (Sverige)
För Mälartåg, regionaltåg i Mälardalen, har Mälardalstrafik 53 stycken tågsätt med typbeteckningen ER1. Den första beställningen som gjordes 2016 avsåg 33 tågsätt och var värd ca 3,5 miljarder kronor. De första tågen togs i trafik 15 december 2019. Tågen i den första beställningen levererades under 2019 och 2020.
I juni 2020 beställdes ytterligare tolv stycken av samma typ.
Den 12 juni 2022 införlivades Upptåget med Mälartåg och åtta stycken tågsätt fördes över till Mälardalstrafik.
Tåget har en topphastighet på 200 km/h. Tåget har en tomvikt på 232 ton och har 333 sittplatser. Tågets totala längd över buffertarna är 104,81 meter. Mellanvagnarna är 24,97 meter över buffertarna.  Tåget har endast andra klass salonger fördelade på två våningsplan. Korgbredden är 292 cm. Stolavståndet är 85 cm. Komforten har angetts vara anpassad för resor på uppemot två timmar. Vagnkorgen är tillverkad i lättmetall. Den maximala axellasten är 20,9 ton vilket kan jämföras med de svenska Rc-loken som har en axellast kring 19,0 ton. Det första tåget visades för allmänheten 27 juni 2018. Under följande vinter användes tåget för provkörningar och till exempel gjordes köldtester i Kiruna.
Mälardalstrafik använder tågen på samtliga sina linjer; sträckorna Örebro–Eskilstuna–Stockholm –Uppsala, Hallsberg–Katrineholm–Stockholm, Norrköping–Nyköping–Stockholm, Uppsala—Sala–Västerås–Eskilstuna–Katrineholm–Linköping och Uppsala—Gävle.

### UL (Sverige)
För att förstärka Upptågstrafiken beslutade Kollektivtrafiknämnden i Region Uppsala 15 maj 2017 att föreslå inköp av åtta dubbeldäckartåg av typen Stadler Dosto för 848 miljoner kronor. På regionfullmäktiges sammanträde 27 september 2017 godkändes förslaget och regionfullmäktige uppdrog åt regionstyrelsen att teckna avtal för hyra av åtta tåg. De beställdes hos tillverkaren i februari 2018.De första tågen togs i trafik 14 december 2019. Alla tågen blev enligt plan levererade sommaren 2020. De gick på linjen Uppsala–Tierp–Gävle som hade flest resande, medan de äldre Reginatågen gick på linjen Uppsala–Sala och, i enstaka fall, på Tierp-/Gävlelinjen. Den 12 juni 2022 överfördes tågsätten till Mälardalstrafik i samband med att Upptåget införlivades i Mälartåg.

### Tåg i Bergslagen
Tågoperatören Tåg i Bergslagen beställde i januari 2021 sju stycken Dosto,. De två första tågsätten sattes i trafik den 1 mars 2023. Samtliga sju tågsätt levererades under 2023.

### Med bred spårvidd
Alla bredspåriga tåg har monterats i Belarus.

#### Aeroexpress (Ryssland)
Den ryska tågoperatören Aeroexpress beställde 25 stycken år 2013, och de första sattes i trafik 2016. De går till flygplatserna i Moskva.

#### Azerbajdzjan
Den statliga tågoperatören i Azerbajdzjan har beställt fem tåg.

#### Georgien
Tågoperatören i Georgien, Sakartvelos Rkinigza, har beställt fyra, varav de första sattes i trafik 2016.